# Kolorowanie krawędzi

Kolorowanie krawędzi grafu – rozszerzenie klasycznego kolorowania grafu na krawędzie. Jest to przyporządkowywanie krawędziom grafu liczb naturalnych symbolizujących kolory.
Odwzorowanie {\displaystyle c\colon E(G)\to S} nazywamy kolorowaniem krawędzi grafu {\displaystyle G,} natomiast zbiór {\displaystyle S} zbiorem kolorów.
Niech {\displaystyle S(v)} oznacza zbiór kolorów krawędzi incydentnych z wierzchołkiem {\displaystyle v.}
Prawidłowe pokolorowanie krawędzi (legalne, właściwe) to takie przyporządkowanie krawędziom kolorów, gdzie żadne dwie sąsiednie krawędzie nie są pokolorowane tak samo. (Krawędzie są sąsiednie jeśli mają wspólny jeden z końców). Czyli kolorowanie krawędzi nazywamy właściwym, jeżeli {\displaystyle c(e)\neq c(f)} dla każdych dwóch sąsiednich krawędzi, w przeciwnym przypadku kolorowanie nazywamy niewłaściwym.
k-kolorowaniem nazywamy kolorowanie {\displaystyle c\colon E(G)\to \{1,\dots ,k\},} czyli kolorujemy przy użyciu {\displaystyle k} kolorów.
Optymalne pokolorowanie krawędzi grafu to legalne pokolorowanie, przy którym zużyto najmniejszą możliwą liczbę kolorów.
Indeks chromatyczny grafu to minimalna liczba kolorów wystarczająca do pokolorowania krawędzi grafu legalnie, oznaczamy go przez {\displaystyle \chi '}.
Kolorowanie krawędzi jest równoważne kolorowaniu wierzchołków grafu krawędziowego.
Kolorowanie krawędzi grafu {\displaystyle G} nazywamy kolorowaniem krawędzi rozróżniającym wierzchołki, jeśli dla każdej pary wierzchołków {\displaystyle u} i {\displaystyle v} zbiory {\displaystyle S(u),} {\displaystyle S(v)} są różne. Niech {\displaystyle {\textrm {vdi}}(G)} będzie najmniejszą liczbą kolorów potrzebnych do takiego kolorowania, jeśli kolorowanie krawędzi grafu jest właściwe. Natomiast {\displaystyle {\textrm {gvdi}}(G)} będzie najmniejszą liczbą kolorów potrzebnych do niewłaściwego kolorowania rozróżniającego wierzchołki.
P.N. Balister, B. Bollobás oraz R.H. Schelp udowodnili następujące twierdzenie: Twierdzenie 1. Niech graf G będzie grafem dwuregularnym, wówczas {\displaystyle {\textrm {vdi}}(G)\leqslant {\sqrt {2n}}+24}

## Algorytmy kolorowania krawędzi
Problem kolorowania krawędzi, podobnie jak klasycznego kolorowania wierzchołków, jest NP-trudny – nie istnieją wielomianowe algorytmy kolorujące grafy zawsze w sposób optymalny. Do algorytmów przybliżonych należą:
- algorytm NC
- algorytm NTL (Nishizeki, Terada, Leven)

## Zastosowania
Kolorowanie krawędzi grafu pełnego posłużyło do zdefiniowania liczb Ramseya.